# Бихава (герб)
Бихава (пол. Bychawa) — герб шляхетських родів Польщі, України та Литви часів Великого князівства Литовського та Речі Посполитої.
Зображення гербу невідоме. Герб є в переліку гербів, згаданих в акті Городельської унії 1413 року, що мали право носити литовсько-руські (українські) шляхтичі.
Згідно Каспера Несецького, герб Бихава фактично є гербом Кушаба. Однак сучасні джерела не поділяють цю думку.

## Історія
Після Городельської унії низка гербів, в тому числі й Бихава, були закріпленні за представниками литовсько-руської (української) шляхти, та відбулось зрівняння прав шляхти католицького віровизнання Королівства Польського та шляхти Великого князівства Литовського, Руського та Жемайтійського. Першим в Литовсько-Руській державі його взяв від невідомого шляхтича місцевий литовський боярин Монстольд (Монстольт Юлумговдович).
Не збереглося ніяких історичних описів або зображень герба. За словами одних дослідників цей герб ототожнюється з гербом Кушаба. Проте інші історики не поділяють цю думку.
За дослідженням Владислава Семковича цей герб пов'язаний з гербом міста Бихава. Францішек Пекосінський вважає, що могла статись помилка перепищиків акту Унії, які Кушаба (Kuszaba) записали як Бихава (Bychawa). Він також звертає увагу на те, що середньовічні джерела не згадують герба Бихава. Тому, якщо цей герб дійсно існував, він був малопоширеним і тоді важко пояснити, чому саме його обрали для поширення на литовську та українську шляхту.
Каспер Несецький, з посиланням на Стрийковського, вважав, що герб Бихава називається «Ruchaba», і ототожнював його з гербом Папшица — відгалуженням герба Кушаба. Йоахим Лелевель також читав назву герба в Городельській унії як Кушаба чи Рохава.
Історик Северин Уруський написав про родину Монтовтів (Монтовтовичів)гербу Побуг відмінний (які також відомі як Монстольди, Монтольди), що їх предком мав бути Монтовт — литовський пан і боярин, який на сеймі в Городлі взяв герб Бихава.  Герб той, в його часи вже не вживаний, мав бути, згідно праці Уруського, власне відміною герба Побуг, а не гербу Рох, як вважав Лелевель.
Згідно Петра Малаховського герб цей був ідентичний гербу Доленґа, бо родина Бихавських властиво такого герба й вживали.

## Роди
Монстольди